# Salpinia kinabaluensis
Salpinia kinabaluensis är en skalbaggsart som beskrevs av Hayashi 1975. Salpinia kinabaluensis ingår i släktet Salpinia och familjen långhorningar. Inga underarter finns listade i Catalogue of Life.